# 葬儀を終えて
『葬儀を終えて』（そうぎをおえて、原題：After the Funeral、米題：Funerals Are Fatal、英改題：Murder at the Gallop)は、1953年に刊行されたイギリスの女流作家アガサ・クリスティの推理小説である。名探偵エルキュール・ポアロが、怪事件に挑む。ポアロものの25作目にあたる。

## あらすじ
富豪アバネシー家の当主リチャードの葬儀が執り行われた後、宏壮な邸「エンダビー・ホール」で親族が一堂に会した中、莫大な遺産の分配が伝えられた。遺産の大部分はリチャードの弟ティモシー、亡き弟の妻ヘレン、妹コーラ、甥ジョージ、2人の姪スーザンとロザムンドに6等分されるという内容であった。自分の取り分を聞いて素直に喜んだ末妹のコーラは、小首をかしげて無邪気に言い放つ。
「だって、リチャードは殺されたんでしょう？」
コーラは少し頭が弱く、子供のころから思いついたことを何でも口にする性格で、皆から無邪気すぎて困ると言われていた。そのため、その発言を誰もまともには取り合わず、その場では受け流された。その一方で、昔からコーラの発言には真実が込められていたことから、リチャードの遺言執行者を務める弁護士のエントウイッスルをはじめ、帰途に就く親族たちの心にかすかな疑惑がしこりのように残った。その中、リチャードの亡き弟の妻ヘレンは、コーラが発言したときの光景の中に、何か妙なもの、あるはずのないものがあったような気がしていた。
その翌日、コーラは自宅で斧でずたずたに斬られて殺されているのが見つかる。家政婦ギルクリストの証言によれば、リチャードは死ぬ3週間ほど前にコーラを訪ね、何事かを話していたとのことであった。果たしてコーラは、リチャードの死について何かを知っていたから殺されたのだろうか？ コーラへの遺産はアバネシー家の遺産に戻り、彼女の財産はスーザンに、家政婦ギルクリストには彼女が描いた絵が贈られる。
アバネシー家の代理の立場として真相を知りたいエントウイッスルは、エルキュール・ポアロに調査を依頼する。家族にはそれぞれ、リチャードの財産を欲しがる理由があり、殺人の容疑者となる。審問の日、スーザンはコーラの家を訪れ、競売にかけるために彼女の持ち物を片付ける。彼女はギルクリストから、コーラはいつも生活の中から絵を描いていたこと、貴重な作品を見つけようと地元のセールで絵画を集めていたことを知る。コーラの葬儀の翌日、美術評論家のアレクサンダー・ガスリーが、予定通りコーラの最近の購入品を見に来るが、そこには価値のあるものは何もない。その晩、ギルクリストは郵便で送られてきたヒ素入りのウェディングケーキを食べて死にかけてしまう。売却前にリチャードの遺品から記念に受け取る品物を選ぶために集まった一家に、ポアロとギルクリストが加わる。ヘレンはリチャードの葬儀の日に何か変なことがあった気がするとつぶやく。ギルクリストはエンダビー・ホールの装飾の一つについて発言する。スーザンは、コーラが持っていた絵を見つけたことを思い出すが、それは絵葉書からコピーされたものであり、コーラのいつものスタイルである実物から描かれたものではなかったと考える。
翌朝早く、ヘレンはリチャードの葬儀中におかしいと気づいたことを伝えようとエントウイッスルに電話をかけるが、それ以上話す前に頭を激しく殴られる。ヘレンは脳震盪を起こし、大事をとって運ばれる。モートン警部がコーラ殺害当日の家族の行動を聞き出そうとしたとき、ポアロはコーラを殺した犯人がギルクリストであることを明かして皆を驚かせる。ギルクリストは、コーラが最近買った絵の中にフェルメールがあることに気づき、戦争で失ったカフェを再建するチャンスだと思った。ギルクリストはフェルメールの絵の上に絵葉書の桟橋の風景を描いた。その後、彼女はコーラの紅茶に鎮静剤を入れて眠らせ、リチャードの葬儀でコーラになりすました。家族の誰も20年以上コーラに会っていなかったので、彼らを欺くのは簡単だった。リチャードが殺されたことを示唆する言葉を残した後、翌日コーラを殺し、警察にリチャードの死と関係があると思わせた。そして自分から疑いをそらすため、命を狙われた演出をした。
ギルクリストはコーラの首のかしげ方を真似したが、鏡の前で練習したのでかしげる向きが逆になってしまい、ヘレンはそこに気づいたために襲われたのだった。リチャードの葬儀の日のエンダビー・ホールでしか見ることができなかった装飾品についてギルクリストが言及したことが、ポアロに疑念を抱かせた。ギルクリストは自分の生活苦について不満を爆発させるが、黙って警察に連行される。裁判前の法的手続きの間、彼女は正気を失っていくが、ポアロとエントウイッスルは彼女が犯行当時は正気であったと信じている。

## 登場人物
- エルキュール・ポアロ：私立探偵
- リチャード・アバネシー：アバネシー家の当主
- ヘレン・アバネシー：リチャードの義妹
- ティモシー・アバネシー：リチャードの弟
- モード・アバネシー：ティモシーの妻
- ローラ・クロスフィールド：リチャードの妹
- ジョージ・クロスフィールド：ローラの息子、リチャードの甥
- コーラ・ランスケネ：リチャードの末妹
- ギルクリスト：コーラ・ランスケネの付き添い
- スーザン・バンクス：リチャードの姪
- グレゴリー・バンクス：スーザンの夫、薬剤師
- ロザムンド・シェーン：リチャードの姪、女優
- マイケル・シェーン：ロザムンドの夫、俳優
- ランズコム：アバネシー家の執事
- エントウイッスル：弁護士[注 2]、リチャードの遺言執行者
- モートン：バークシャー警察署警部

## 作品の評価
- 1971年の日本全国のクリスティ・ファン80余名の投票による作者ベストテンで、本書は8位に挙げられている[2]。
- 1982年に行われた日本クリスティ・ファンクラブ員の投票による作者ベストテンでは、本書は9位に挙げられている[3]。
- 2005年に『ジャーロ』により行われた「海外ミステリーのオールタイム・ベスト100」で本書は50位に選出された[4]。

## 出版
| 題名                   | 出版社   | 文庫名                          | 訳者       | 巻末        | カバーデザイン     | 初版年月日     | ページ数 | ISBN              | 備考 |
| ---------------------- | -------- | ------------------------------- | ---------- | ----------- | ------------------ | -------------- | -------- | ----------------- | ---- |
| 葬儀を終えて           | 早川書房 | ハヤカワ・ポケット・ミステリ286 | 加島祥造   |             |                    | 1956年         | 266      |                   | 絶版 |
| 葬儀を終えて           | 早川書房 | ハヤカワ・ミステリ文庫1-3       | 加島祥造   | 戸板康二    | 真鍋博             | 1976年4月1日   | 356      | 978-4-15-070003-4 | 絶版 |
| 葬儀を終えて           | 早川書房 | クリスティー文庫25              | 加島祥造   | 解説 折原一 | Hayakawa Design    | 2003年11月11日 | 482      | 978-4-15-130025-7 | 絶版 |
| 葬儀を終えて〔新訳版〕 | 早川書房 | クリスティー文庫25              | 加賀山卓朗 | 解説 折原一 | 早川書房デザイン室 | 2020年10月15日 | 432      | 978-4-15-131025-6 |      |

## 翻案作品

### 映画
『ミス・マープル / 寄宿舎の殺人（英語: Murder at the Gallop）』
 イギリス1963年
ポアロの代わりにミス・マープルが事件を解決する。
- ミス・マープル: マーガレット・ラザフォード

### テレビドラマ
名探偵ポワロ『葬儀を終えて』
シーズン10 エピソード3（通算第56話）  イギリス2006年放送
フェルメールの絵がレンブラントに変更されるなど、細かい設定に差異はあるが、概ね原作に沿った内容である。
- エルキュール・ポワロ: デヴィッド・スーシェ
- ギルバート・エントウィッスル: ロバート・バサースト
- ヘレン・アバネシー: ジェラルディン・ジェームズ
- ロザムンド: フィオナ・グラスコット
- スザンナ・ヘンダーソン: ルーシー・パンチ - ロザムンドの姉（原作のスーザンに相当）
- モード・アバネシー: アンナ・コールダー＝マーシャル
- ギルクリスト: モニカ・ドラン

### ラジオドラマ
BBC Radio 4で1999年8月29日に放送された。